# 莫朗 (热尔省)
莫朗（法語：Maurens）是法国热尔省的一个市镇，属于欧什区（Auch）吉蒙县（Gimont）。该市镇总面积13.03平方公里，2009年时的人口为300人。

## 人口
莫朗人口变化图示